# 1669 a tudományban
Az 1669. év a tudományban és a technikában.

## Események
- Henning Brand alkimista elsőként állít elő foszfort.
- Megjelenik Isaac Barrow munkája: Lectiones Opticæ et Geometricæ (London)

## Születések
- május 26. – Sébastien Vaillant francia botanikus († 1722)